# Испанская армия (Пиренейская война)
Испанская армия времён Пиренейских войн (исп. Ejércitos de España) — испанские воинские части, сражавшиеся против французской Великой Армии со 2 мая 1808 года до 17 апреля 1814 года; в Испании этот период называют Испанской войной за независимость (исп. Guerra de la Independencia Española).
Эти регулярные войска сопровождались по всей стране партизанскими действиями местных ополченцев, которые, в случае Каталонии, насчитывали тысячи хорошо организованных «микелетов», или «соматенов», уже доказавших свою ценность в каталонском восстании 1640 года и в Войне за испанское наследство (1701—1714); в то же время в Андалузии эти силы были более скромными, а иногда и лишь немногим более, чем шайка разбойников, которых в некоторых случаях боялись как французские войска, так и гражданское население. Тем не менее, они являлись постоянным источником беспокойства для французской армии и её линий снабжения, как и многочисленные стихийные народные восстания. К лету 1811 года французское командование направило 70 000 военнослужащих только для того, чтобы обезопасить линии снабжения между Мадридом и границей с Францией. В списке, составленном в 1812 году, численность таких иррегулярных войск составляет 38 520 человек, разделённых на 22 партизанских отряда.
В некоторых битвах, таких как битва при Саламанке, армия Испании сражалась бок о бок со своими союзниками по англо-португальской армии во главе с генералом Уэлсли (который стал герцогом Веллингтоном только после окончания Пиренейской войны).

## Предыстория
В соответствии с условиями договора в Фонтенбло, разделившим Королевство Португалию и все португальские владения между Францией и Испанией, Испания согласилась направить три колонны (насчитывающие 25,5 тыс. человек) в дополнение к 28 тыс. военнослужащих, которых Жюно уже вёл через Испанию для вторжения в Португалию. Добравшись до Испании 12 октября 1807 года, Жюно начал трудный переход по стране, в конце концов вторгнувшись в Португалию 19 ноября. Три колонны состояли из следующих сил:
- 9,5 тыс. человек генерала Караффы должны были собраться в Саламанке и Сьюдад-Родриго, и сотрудничать с основными силами Жюно.
- Колонна генерала Франсиско Солано из 9,5 тыс. солдат, которая должна была продвинуться из Бадахоса, чтобы захватить Элваш и его крепость, вторглась в Португалию 2 декабря 1807 года.
- 13,5 тыс. военнослужащих генерала Таранко заняли Порту 13 декабря. Генерал умер в следующем январе, и 6 июня 1808 года, когда известие о восстании в Испании достигло Порту, новый командир гарнизона генерал Белеста арестовал французского губернатора генерала Кенеля[8] и его эскорт из 30 драгун и примкнул к армии, сражающейся с французами.

## Иррегулярные войска
Вслед за другими указами, 17 апреля 1809 года Хунта издала распоряжение всем боеспособным патриотам присоединиться к Corso Terrestre (буквально «Земельные корсары»). К следующему августу это подразделение из Наварры, первоначально состоявшие из пятнадцати человек во главе с Франсиско Хавьером Мина, провело серию успешных засад и вскоре состояло из 1,2 тыс. пехотинцев и 150 кавалеристов, теперь известных как Primero de Voluntarios de Navarra («Первые волонтёры Наварры»). К ноябрю 1811 года Хуан Палареа Бланес, известный как «Эль Медико», базирующийся в Ла-Манче, создал отряд лёгкой кавалерии Husares Francos Numantinos и отряд лёгкой пехоты Cazadores Francos Numantinos, которые оба были включены в состав 4-й армии в 1813 году; позже кавалерийский отряд присоединился к дивизии Франсиско Мины в Наварре.

## Май — ноябрь 1808 года
Ликование после победы генерала Кастаньоса в середине июля в сражении при Байлене было недолгим, а сдача генералом Мерленом Бильбао 16 августа 1808 года вызвала массовое недовольство по всей стране, нацеленное именно на Хунту и её генералов.
5 сентября был созван военный совет с участием генерала Куэсты, Кастаньоса, Ламаса, Лапеньи, герцога Инфантадо (представителя генерала Блейка), и ещё одного неизвестного офицера (представителя Палафокса). Куэста, как старший генерал, пытался убедить Кастаньоса присоединиться к нему в руководстве военным правительством (независимом от Хунты), но Кастаньос отказался. Затем, безуспешно пытаясь убедить своих коллег назначить его главнокомандующим, Куэста в бешенстве покинул собрание. После того, как он взял дело в свои руки, он был арестован и отстранён от командования, но вскоре после этого восстановлен в должности.
10 ноября Верховная центральная хунта опубликовала свой манифест от 28 октября 1808 года, в котором, помимо других заявлений, заявляла о намерении создать армию в 500 тыс. пехотинцев и 50 тыс. кавалеристов.
Согласно манифесту, существующие разнообразные полки и корпуса испанской армии должны быть организованы в четыре больших корпуса под руководством Junta Central de Guerra (Центрального военного совета), возглавляемого Кастаньосом, следующим образом:
- Левая Армия (Ejército de la izquierda): состояла из армии Галисии (под командованием Блейка), армии Астурии (под командованием Асеведо) и людей генерала Педро Романа из Дании, а также из всех тех военнослужащих, которых удалось мобилизовать в Кантабрийских горах и других горных районах, через которые шла армия[11].
- Правая Армия (Ejército de la derecha или Ejército de Cataluña): состояла из войск Каталонии, дивизий из Португалии и Майорки, и дивизий из Гранады, Арагона и Валенсии[11].
- Центральная Армия (Ejército del centro): состояла из четырёх дивизий из Андалусии (под командованием Кастаньоса), а также из дивизий Кастилии (под командованием Куэсты), Эстремадуры, и дивизий из Валенсии и Мурсии, которые вошли в Мадрид под командованием Ламаса. Была надежда, что британские войска присоединятся к этой армии, если они решат продвинуться в сторону Франции[11].
- Резервная Армия состояла из дивизий Палафокса, Сен-Марка и дивизии О’Нила из Валенсии.

## Осенняя кампания (1809 год)
Осенняя кампания Хунты была вызвана политическими мотивами, и, несмотря на победу дель-Парко на Тамамесе в октябре, последующие поражения испанской армии в битвах за Оканью и Альба-де-Тормес привели к падению хунты в начале 1810 года.
Кампания должна была быть проведена армией Эстремадуры совместно с армией герцога Альбуркерке в 8 тыс. пехотинцев и 1,5 тыс. кавалерии. Армия герцога Альбукерке была истощена, поскольку ему пришлось перебросить три дивизии пехоты и двенадцать кавалерийских полков, чтобы укрепить армию Ла-Манчи под командованием Венегаса, которая после поражения в Альмонасиде сократилась до 25 тыс. человек.
Армия Ла-Манчи теперь насчитывала около 50 тыс. человек. Хунта отстранила от командования Венегаса (который ранее принял командование у Картаохаля, отправленного в отставку из-за своей некомпетентности в битве при Сьюдад-Реаль в марте), заменив его на Арейсага, который смог довести численность войска до 48 тыс. пехотинцев, 6 тыс. кавалеристов и 60 орудий, что делает его одной из крупнейших сил, когда-либо созданных Испанией.
Левая Армия, которая, теоретически, насчитывала 50 тыс. человек (хотя на самом деле только 40 тыс. из них приняли участие в кампании), была сформирована из Армии Галисии в Ла Романе, Астурийской армии Бальестероса и войск дель-Парко. Последний получил командование этой армией.

## 1812—1814 годы
22 сентября 1812 года кортесы назначили Веллингтона generalissimo (верховным главнокомандующим) испанских армий. В октябре 1812 года командующий 4-й армией генерал Бальестерос был арестован, освобождён от командования и сослан за то, что протестовал против командования Веллингтона и пытался спровоцировать восстание. К середине 1813 года регулярные силы Испании состояли примерно из 160 тыс. военнослужащих, около трети которых сражались вместе с англо-португальской армией Веллингтона.
- 1-я армия: к июню 1813 года армия Каталонии под командованием генерала Копона, ныне известная как 1-я армия, насчитывала 16 тыс. человек. Педро Августин Хирон, до этого командовавший армией Центра, в августе был назначен командующим армией Каталонии[15].
- 2-я армия. Когда в начале 1812 года армия Блейка из Валенсии, известная как 2-я армия, сдалась маршалу Сюше в Валенсии, она насчитывала 28 тыс. человек. Из них около 7 тыс. человек смогли избежать захвата, и к июню 1813 года у нового командующего этой армией, генерала Элио, было более 30,6 тыс. военнослужащих[14].
- 3-я армия: армия Мурсии выросла с 5,5 тыс. человек в начале января 1812 года до 12,6 тыс. человек при герцоге дель-Парко в июне 1813 года. К апрелю 1814 года у принца Англона было 21 тыс. человек[14].
- 4-я армия: 4-я армия (чей предыдущий командир Бальестерос был освобождён от командования в октябре 1812 года и сослан за протест против Веллингтона) была присоединена к силам Веллингтона. В августе 1813 года Фрейре был произведён в генералы и стал преемником Кастаньоса, призванного в кортесы[15], на посту командующего 35 тыс. военнослужащих 4-й армии[14].